# Mercedes Paz
Mercedes Paz (* 27. Juni 1966 in Tucumán) ist eine ehemalige argentinische Tennisspielerin.

## Karriere
Mercedes Paz gewann im Oktober 1984 in Tokio in ihrem Debütjahr als Profispielerin gleich ihren ersten Titel im Doppel. Zuvor hatte sie mit der argentinischen Mannschaft an den Olympischen Spielen in Los Angeles teilgenommen, wo sie ihr Auftaktmatch im Einzel verlor.
Sie gewann in ihrer Tenniskarriere insgesamt drei Einzel- und 20 Doppeltitel auf der WTA Tour. Zum Ende ihrer Laufbahn spielte sie auch auf dem ITF Women’s Circuit, auf dem sie weitere fünf Doppeltitel feiern konnte.
1997 stand sie bei den US Open im Finale der Mixed-Konkurrenz, das sie an der Seite von Pablo Albano gegen Manon Bollegraf und Rick Leach knapp mit 6:3, 5:7, 6:73 verlor.
Von 1985 bis 1998 gehörte sie zum argentinischen Fed-Cup-Team, für das sie 33 Partien spielte, von denen sie 21 gewann.
Im Jahr 1998 beendete sie auch ihre Profikarriere. Im September 2002 trat sie noch einmal bei einem ITF-Turnier an; nach ihrem Scheitern im Damendoppel in Runde eins der Qualifikation beließ sie es dabei.

## Turniersiege

### Einzel
| Nr. | Datum             | Turnier   | Kategorie      | Belag     | Finalgegnerin | Ergebnis      |
| --- | ----------------- | --------- | -------------- | --------- | ------------- | ------------- |
| 1.  | 24. März 1985     | São Paulo | WTA World Tour | Sand      | Laura Arraya  | 5:7, 6:1, 6:4 |
| 2.  | 13. November 1988 | Guaruja   | WTA Tier V     | Hartplatz | Rene Simpson  | 7:5, 6:2      |
| 3.  | 27. Mai 1990      | Straßburg | WTA Tier IV    | Sand      | Ann Grossman  | 6:2, 6:3      |

### Doppel
| Nr. | Datum             | Turnier       | Kategorie      | Belag     | Partnerin               | Finalgegnerinnen                        | Ergebnis      |
| --- | ----------------- | ------------- | -------------- | --------- | ----------------------- | --------------------------------------- | ------------- |
| 1.  | 7. Oktober 1984   | Tokio         | WTA World Tour | Hartplatz | Ronni Reis              | Emilse Longo Adriana Villagrán          | 6:4, 7:5      |
| 2.  | 24. März 1985     | São Paulo     | WTA World Tour | Sand      | Gabriela Sabatini       | Neige Dias Csilla Bartos                | 7:5, 6:4      |
| 3.  | 26. August 1985   | Monticello    | WTA World Tour | Hartplatz | Gabriela Sabatini       | Andrea Holíková Kateřina Skronská       | 5:7, 6:4, 6:3 |
| 4.  | 16. November 1986 | San Juan      | WTA World Tour | Hartplatz | Lori McNeil             | Gigi Fernández Robin White              | 6:2, 3:6, 6:4 |
| 5.  | 7. Dezember 1986  | Buenos Aires  | WTA World Tour | Sand      | Lori McNeil             | Manon Bollegraf Nicole Jagerman         | 6:1, 2:6, 6:1 |
| 6.  | 12. April 1987    | Hilton Head   | WTA World Tour | Sand      | Eva Pfaff               | Zina Garrison Lori McNeil               | 7:6, 7:5      |
| 7.  | 6. Dezember 1987  | Buenos Aires  | WTA World Tour | Sand      | Gabriela Sabatini       | Jill Hetherington Christiane Jolissaint | 6:2, 6:2      |
| 8.  | 10. Juli 1988     | Båstad        | WTA Tier V     | Sand      | Sandra Cecchini         | Linda Ferrando Silvia La Fratta         | 6:0, 6:2      |
| 9.  | 17. Juli 1988     | Brüssel       | WTA Tier V     | Sand      | Tine Scheuer            | Katerina Maleewa Raffaella Reggi        | 7:6, 6:1      |
| 10. | 13. November 1988 | Guaruja       | WTA Tier V     | Hartplatz | Bettina Fulco           | Carin Bakkum Simone Schilder            | 6:3, 6:4      |
| 11. | 7. Mai 1989       | Tarent        | WTA Tier V     | Sand      | Sabrina Goleš           | Sophie Amiach Emmanuelle Derly          | 6:2, 6:2      |
| 12. | 28. Mai 1989      | Straßburg     | WTA Tier V     | Sand      | Judith Wiesner          | Lise Gregory Gretchen Magers            | 6:3, 6:3      |
| 13. | 23. Juli 1989     | Brüssel       | WTA Tier V     | Sand      | Manon Bollegraf         | Carin Bakkum Simone Schilder            | 6:1, 6:2      |
| 14. | 30. Juli 1989     | Båstad        | WTA Tier V     | Sand      | Tine Scheuer            | Sabrina Goleš Katerina Maleewa          | 6:2, 7:5      |
| 15. | 17. Dezember 1989 | Guaruja       | WTA Tier V     | Hartplatz | Patricia Tarabini       | Claudia Chabalgoity Luciana Corsato     | 6:2, 6:2      |
| 16. | 15. April 1990    | Amelia Island | WTA Tier II    | Sand      | Arantxa Sánchez Vicario | Regina Rajchrtová Andrea Temesvari      | 7:6, 6:4      |
| 17. | 22. April 1990    | Tampa         | WTA Tier III   | Sand      | Arantxa Sánchez Vicario | Sandra Cecchini Laura Arraya            | 6:2, 6:0      |
| 18. | 29. April 1990    | Barcelona     | WTA Tier IV    | Sand      | Arantxa Sánchez Vicario | Sabrina Goleš Patricia Tarabini         | 6:7, 6:2, 6:1 |
| 19. | 15. Juli 1990     | Båstad        | WTA Tier V     | Sand      | Tine Scheuer            | Carin Bakkum Nicole Jagerman            | 6:3, 6:7, 6:2 |
| 20. | 8. Dezember 1991  | São Paulo     | WTA Tier IV    | Sand      | Inés Gorrochategui      | Renata Baranski Laura Glitz             | 6:2, 6:2      |
| 21. | 6. Februar 1994   | Auckland      | WTA Tier IV    | Hartplatz | Patricia Hy             | Jenny Byrne Julie Richardson            | 6:4, 7:6      |
| 22. | 30. April 1995    | Zagreb        | WTA Tier III   | Sand      | Rene Simpson            | Laura Golarsa Irina Spîrlea             | 7:5, 6:2      |